# روي كورتسميت
روي كورتسميت (بالهولندية: Roy Kortsmit)‏ (26 أغسطس 1992 في هولندا - ) هو لاعب كرة قدم هولندي في مركز حراسة المرمى. لعب مع سبارتا روتردام.

## روابط خارجية
- روي كورتسميت على موقع قاعدة بيانات كرة القدم.إي يو (الإنجليزية)
- روي كورتسميت على موقع Soccerway.com (الإنجليزية)
- روي كورتسميت على موقع عالم كرة القدم.نت (الإنجليزية)